# Saison 2018-2019 du VfL Wolfsburg
Maillots
Chronologie
Saison précédente Saison suivante
La saison 2018-2019 est la 22e saison du VfL Wolfsburg consécutive en Bundesliga.

## Transferts

### Transferts estivaux
| Nom               | Nationalité | Poste     | Transfert                     | Provenance/Destination | Division       |
| ----------------- | ----------- | --------- | ----------------------------- | ---------------------- | -------------- |
| Arrivées          |             |           |                               |                        |                |
| Daniel Ginczek    | Allemagne   | Attaquant | Transfert (14 M€)             | VfB Stuttgart          | Bundesliga     |
| Wout Weghorst     | Pays-Bas    | Attaquant | Transfert (10,5 M€)           | AZ Alkmaar             | Eredivisie     |
| Marcel Tisserand  | Congo       | Défenseur | Transfert (7 M€)              | FC Ingolstadt 04       | 2.Bundesliga   |
| Jérôme Roussillon | France      | Défenseur | Transfert (7 M€)              | Montpellier HSC        | Ligue 1        |
| Felix Klaus       | Allemagne   | Milieu    | Transfert (3 M€)              | Hanovre 96             | Bundesliga     |
| Pavao Pervan      | Autriche    | Gardien   | Transfert (500 k€)            | LASK Linz              | Bundesliga     |
| Paul Jaeckel      | Allemagne   | Défenseur | Premier contrat professionnel | VfL Wolfsburg II       | -              |
| Amara Condé       | Allemagne   | Milieu    | Retour de prêt                | Holstein Kiel          | 2.Bundesliga   |
| Marvin Stefaniak  | Allemagne   | Attaquant | Retour de prêt                | FC Nuremberg           | 2.Bundesliga   |
| Paul Seguin       | Allemagne   | Milieu    | Retour de prêt                | Dynamo Dresde          | 2.Bundesliga   |
| Kaylen Hinds      | Angleterre  | Attaquant | Retour de prêt                | SpVgg Greuther Fürth   | 2.Bundesliga   |
| Ismail Azzaoui    | Belgique    | Attaquant | Retour de prêt                | Willem II Tilburg      | Eredivisie     |
| Paul-Georges Ntep | France      | Attaquant | Retour de prêt                | AS Saint-Etienne       | Ligue 1        |
| Départs           |             |           |                               |                        |                |
| Daniel Didavi     | Allemagne   | Milieu    | Transfert (4 M€)              | VfB Stuttgart          | Bundesliga     |
| Riechedly Bazoer  | Pays-Bas    | Milieu    | Prêt                          | FC Porto               | Liga NOS       |
| Victor Osimhen    | Nigeria     | Attaquant | Prêt                          | RSC Charleroi          | Division 1A    |
| Landry Dimata     | Belgique    | Attaquant | Prêt                          | RSC Anderlecht         | Division 1A    |
| Max Grün          | Allemagne   | Gardien   | Fin de contrat                | SV Darmstadt 98        | 2.Bundesliga   |
| Marcel Tisserand  | Congo       | Défenseur | Fin de prêt                   | FC Ingolstadt 04       | 2.Bundesliga   |
| Divock Origi      | Belgique    | Attaquant | Fin de prêt                   | Liverpool FC           | Premier League |

### Transferts hivernaux
| Nom                  | Nationalité | Poste     | Transfert       | Provenance/Destination | Division     |
| -------------------- | ----------- | --------- | --------------- | ---------------------- | ------------ |
| Arrivées             |             |           |                 |                        |              |
| Riechedly Bazoer     | Pays-Bas    | Milieu    | Fin de prêt     | FC Porto               | Liga NOS     |
| Départs              |             |           |                 |                        |              |
| Jakub Blaszczykowski | Pologne     | Milieu    | Contrat dissous | Wisła Cracovie         | 1re division |
| Paul Seguin          | Allemagne   | Milieu    | Prêt            | SpVgg Greuther Fürth   | 2.Bundesliga |
| Jeffrey Bruma        | Pays-Bas    | Défenseur | Prêt            | FC Schalke 04          | Bundesliga   |
| Riechedly Bazoer     | Pays-Bas    | Milieu    | Prêt            | FC Utrecht             | Eredivisie   |

## Compétitions
| Sixième 55 points | Huitièmes de finale face au RB Leipzig (1-0) |
| 16V 7N 11D        | 2V 0N 1D                                     |
| TOTAL: 18V 7N 12D |                                              |

### Championnat

#### Classement
| Rang | Équipe                   | Pts | J  | G  | N  | P  | Bp | Bc | Diff | Qualification ou relégation                                              |
| ---- | ------------------------ | --- | -- | -- | -- | -- | -- | -- | ---- | ------------------------------------------------------------------------ |
| 4    | Bayer Leverkusen         | 58  | 34 | 18 | 4  | 12 | 69 | 52 | +17  | Qualification pour la phase de groupes de la Ligue des champions         |
| 5    | Borussia Mönchengladbach | 55  | 34 | 16 | 7  | 11 | 55 | 42 | +13  | Qualification pour la phase de groupes de la Ligue Europa                |
| 6    | VfL Wolfsburg            | 55  | 34 | 16 | 7  | 11 | 62 | 50 | +12  | Qualification pour la phase de groupes de la Ligue Europa                |
| 7    | Eintracht Francfort      | 54  | 34 | 15 | 9  | 10 | 60 | 48 | +12  | Qualification pour le troisième tour de qualification de la Ligue Europa |
| 8    | Werder Brême             | 53  | 34 | 14 | 11 | 9  | 58 | 49 | +9   |                                                                          |

#### Évolution du classement et des résultats
| Résultat | V  | V  | N  | D  | N  | N  | D  | D   | V   | D   | D   | V  | V  | N  | V  | V  | V  | D  | D  | V  | N  | V  | V  | N  | D  | V  | D  | V  | D  | N  | V  | V  | D  | V  | — | — | — |
| Rang     | 5e | 2e | 3e | 5e | 6e | 7e | 9e | 10e | 10e | 11e | 12e | 9e | 8e | 9e | 8e | 6e | 5e | 6e | 8e | 6e | 7e | 6e | 5e | 7e | 7e | 7e | 8e | 6e | 9e | 9e | 8e | 7e | 7e | 6e | 0 |   |   |

## Joueurs et encadrement technique

### Effectif professionnel
Le tableau suivant liste l'effectif professionnel du VfL Wolfsburg pour la saison 2018-2019.

## Statistiques

### Statistiques collectives
| Compétition       | Débute au tour | Termine             | Matches joués | Gagnés | Nuls | Perdus | Buts pour | Buts contre | Différence |
| ----------------- | -------------- | ------------------- | ------------- | ------ | ---- | ------ | --------- | ----------- | ---------- |
| Bundesliga        | -              | Sixième             | 34            | 16     | 7    | 11     | 62        | 50          | +12        |
| Coupe d'Allemagne | Premier tour   | Huitièmes de finale | 3             | 2      | 0    | 1      | 3         | 1           | +2         |
| Total             | -              | -                   | 37            | 18     | 7    | 12     | 65        | 51          | +14        |

### Statistiques individuelles
(Mis à jour le 25 mai 2019)
| Numéro | Nat. | Nom            | Championnat | Championnat | Championnat    | Championnat | Championnat  | Coupe d'Allemagne | Coupe d'Allemagne | Coupe d'Allemagne | Coupe d'Allemagne | Coupe d'Allemagne | Total | Total       | Total          | Total  | Total        |
| Numéro | Nat. | Nom            | M.j.        | But inscrit | Passe décisive | Averti      | Carton rouge | M.j.              | But inscrit       | Passe décisive    | Averti            | Carton rouge      | M.j.  | But inscrit | Passe décisive | Averti | Carton rouge |
| ------ | ---- | -------------- | ----------- | ----------- | -------------- | ----------- | ------------ | ----------------- | ----------------- | ----------------- | ----------------- | ----------------- | ----- | ----------- | -------------- | ------ | ------------ |
| 1      |      | Casteels       | 26          | 0           | 0              | 0           | 0            | 3                 | 0                 | 0                 | 0                 | 0                 | 29    | 0           | 0              | 0      | 0            |
| 2      |      | William        | 31          | 2           | 3              | 10          | 0            | 2                 | 0                 | 0                 | 1                 | 0                 | 33    | 2           | 3              | 11     | 0            |
| 3      |      | Verhaegh       | 2           | 0           | 0              | 0           | 0            | 1                 | 0                 | 0                 | 0                 | 0                 | 3     | 0           | 0              | 0      | 0            |
| 4      |      | Camacho        | 6           | 0           | 0              | 3           | 0            | 0                 | 0                 | 0                 | 0                 | 0                 | 6     | 0           | 0              | 3      | 0            |
| 7      |      | Brekalo        | 25          | 3           | 3              | 2           | 0            | 2                 | 0                 | 1                 | 0                 | 0                 | 27    | 3           | 4              | 2      | 0            |
| 8      |      | Steffen        | 31          | 5           | 1              | 4           | 0            | 3                 | 0                 | 0                 | 2                 | 0                 | 34    | 5           | 1              | 6      | 0            |
| 9      |      | Weghorst       | 34          | 17          | 7              | 4           | 0            | 2                 | 1                 | 0                 | 0                 | 0                 | 36    | 18          | 7              | 4      | 0            |
| 10     |      | Mallı          | 21          | 1           | 2              | 0           | 0            | 2                 | 0                 | 0                 | 0                 | 0                 | 23    | 1           | 2              | 0      | 0            |
| 11     |      | Klaus          | 14          | 1           | 1              | 0           | 0            | 1                 | 0                 | 0                 | 0                 | 0                 | 15    | 1           | 1              | 0      | 0            |
| 12     |      | Pervan         | 9           | 0           | 0              | 1           | 0            | 0                 | 0                 | 0                 | 0                 | 0                 | 9     | 0           | 0              | 1      | 0            |
| 13     |      | Gerhardt       | 30          | 2           | 6              | 2           | 0            | 3                 | 0                 | 0                 | 1                 | 0                 | 33    | 2           | 6              | 3      | 0            |
| 14     |      | Mehmedi        | 26          | 6           | 7              | 1           | 0            | 2                 | 1                 | 0                 | 0                 | 0                 | 28    | 7           | 7              | 1      | 0            |
| 15     |      | Roussillon     | 28          | 3           | 6              | 4           | 0            | 3                 | 0                 | 0                 | 0                 | 0                 | 31    | 3           | 6              | 4      | 0            |
| 16     |      | Błaszczykowski | 1           | 0           | 0              | 0           | 0            | 1                 | 0                 | 0                 | 0                 | 0                 | 2     | 0           | 0              | 0      | 0            |
| 17     |      | Uduokhai       | 11          | 0           | 0              | 2           | 0            | 1                 | 0                 | 0                 | 0                 | 0                 | 12    | 0           | 0              | 2      | 0            |
| 23     |      | Guilavogui     | 19          | 2           | 1              | 5           | 0            | 1                 | 0                 | 0                 | 0                 | 0                 | 20    | 2           | 1              | 5      | 0            |
| 24     |      | Jung           | 1           | 0           | 0              | 0           | 0            | 0                 | 0                 | 0                 | 0                 | 0                 | 1     | 0           | 0              | 0      | 0            |
| 25     |      | Brooks         | 29          | 3           | 3              | 7           | 0            | 3                 | 0                 | 0                 | 1                 | 0                 | 32    | 3           | 3              | 8      | 0            |
| 27     |      | Arnold         | 33          | 2           | 7              | 7           | 0            | 3                 | 0                 | 0                 | 2                 | 0                 | 36    | 2           | 7              | 9      | 0            |
| 29     |      | Yeboah         | 2           | 0           | 0              | 0           | 0            | 1                 | 0                 | 0                 | 0                 | 0                 | 3     | 0           | 0              | 0      | 0            |
| 31     |      | Knoche         | 31          | 3           | 0              | 0           | 0            | 3                 | 0                 | 0                 | 0                 | 0                 | 34    | 3           | 0              | 0      | 0            |
| 32     |      | Tisserand      | 10          | 1           | 0              | 2           | 0            | 1                 | 0                 | 0                 | 0                 | 0                 | 11    | 1           | 0              | 2      | 0            |
| 33     |      | Ginczek        | 24          | 6           | 4              | 4           | 0            | 2                 | 1                 | 2                 | 0                 | 0                 | 26    | 7           | 6              | 4      | 0            |
| 35     |      | Itter          | 2           | 0           | 0              | 0           | 0            | 0                 | 0                 | 0                 | 0                 | 0                 | 2     | 0           | 0              | 0      | 0            |
| 37     |      | Rexhbeçaj      | 24          | 2           | 2              | 4           | 0            | 2                 | 0                 | 0                 | 0                 | 0                 | 26    | 2           | 2              | 4      | 0            |